# 安中市立坂本小学校
安中市立坂本小学校（あんなかしりつ さかもとしょうがっこう）は、群馬県安中市にあった安中市立小学校。
2013年をもち安中市立臼井小学校に合併し、廃校となった。

## 概要
児童数が少なく、2013年に廃校になった。

## 学区
- 坂本地区[1][2]

## 学校教育目標
基本目標はたくましい実践力をもつ心豊かな子どもの育成である。

### 具体目標
- やる気のある子
  - チャレンジ学習や記録に挑戦するやる気のある子
  - よく考えて進んで発表する
  - 本をたくさん読む

- 優しい子
  - 仲良く遊ぶしい子
  - 明るくあいさつをする
  - 仕事をきちんとする

- 元気な子
  - 休まず学校に来る元気な子
  - ケガや事故から身を守る
  - 目標をもって運動をする